# 上久保達夫
上久保 達夫（かみくぼ たつお、1948年9月29日 - ）は、日本の教育社会学者。元皇學館大学文学部教授。農学、教育社会学（家族・異文化間教育・地域）、幼児教育論が専門。

## 人物
京都府京都市に生まれる。その後、広島県に転居し、1967年3月に修道高等学校を卒業。1972年3月に京都大学農学部、1976年3月に京都大学教育学部を卒業。1982年、大阪教育大学大学院教育学研究科修士課程を修了（教育学修士）（修士論文は「家族論研究序説：日本の家族論を中心にして」）。
中京短期大学を経て、2000年より2014年まで皇學館大学教授。
2003年、「現代農山村における「地域生活者」像に関する研究：岐阜県における山村住民を事例として」により京都大学より博士（農学）の学位を取得。

## 著書

### 単著
- 『農山村地域生活者の思想―事例による実証的研究』（御茶の水書房、2004）

### 共著
- （木村雅文）『社会学講義』（八千代出版、1992、1993増訂）
- （奥田隆男、長志珠絵、鄭瑛恵、星宮智光、宮坂靖子）『現代家族論』（化学同人、1995）
- （高杉自子、玄田初栄）『保育人間関係の実際』（建帛社、1999）
- （アジア・エートス研究会）『アジア・エートス研究会-その四十年の軌跡-』（あるむ、2003）
- （皇學館大学コミュニケーション学科）『コミュニケーション力とは何だろう』（皇學館大学講演叢書第120輯）（皇學館大学出版部、2008）
- （皇學館大学コミュニケーション学科）『コミュニケーションの風景』（皇學館大学コミュニケーション学会、2009）